# KStars
KStars è un programma di simulazione astronomica incluso nel pacchetto kdeedu di KDE. È un software libero distribuito con licenza GNU General Public License per Microsoft Windows, Mac OS, and Linux.
È in grado di rappresentare fedelmente il cielo notturno da qualunque posizione sulla Terra, ad una qualsiasi data. Include un catalogo di 130000 stelle, 13000 oggetti del cielo profondo, tutte le 88 costellazioni, i pianeti, il Sole, la Luna e centinaia di comete e asteroidi. Grazie alle sue funzioni è adatto ad utenti di ogni livello, da informazioni per il dilettante, articoli sull'astronomia, informazioni generali al controllo di telescopi e fotocamere CCD ed elaborati calcoli astronomici.

KStars fa parte del modulo kdeedu (programmi di edutainment) di KDE, e viene normalmente distribuito assieme agli altri programmi.